# Kampfgeschwader 50
Kampfgeschwader 50 (dobesedno slovensko: Bojni polk 50; kratica KG 50) je bil bombniški letalski polk (Geschwader) v sestavi nemške Luftwaffe med drugo svetovno vojno.

## Organizacija
- štab
- I. skupina[1]